# 1704
1704 (MDCCIV) byl rok, který dle gregoriánského kalendáře započal úterým.

## Události
- 16. února – Po obsazení Varšavy švédským vojskem byl svržen král August II.
- 13. června – Po více než měsíčním obléhání obsadila ruská armáda město Dorpat, nazvané dnes Tartu.
- 12. července – Polským králem se stal Stanislav I. Leszczyński.
- 1.–4. srpna – Britové obsadili Gibraltar.
- 9. srpna – Po šestitýdenním obléhání obsadila ruská armáda město Narva.
- 13. srpna – V bitvě u Höchstädtu vojska pod vedením Johna Churchilla a Evžena Savojského porazila francouzsko-bavorskou armádu.
- 24. srpna – Námořní bitva u Málagy mezi britskou a francouzskou flotou skončila nerozhodně.
- září – Skotský námořník Alexander Selkirk byl vysazen na pustém ostrově Más a Tierra v Tichomoří. Jeho osud se v roce 1719 stal patrně jednou z inspirací k románu Daniela Defoa Robinson Crusoe.

### Probíhající události
- 1700–1721 – Severní válka
- 1701–1714 – Válka o španělské dědictví

## Vědy a umění
- Francouzský orientalista Antoine Galland začal vydávat arabskou sbírku příběhů Tisíc a jedna noc přeloženou do francouzštiny.

## Narození

### Česko

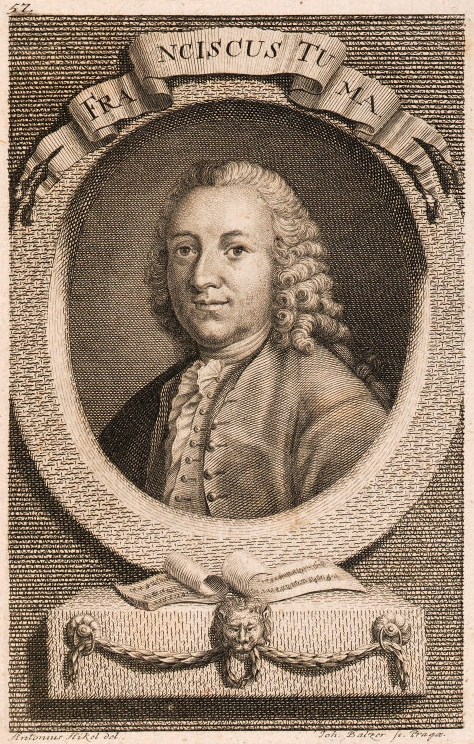
František Ignác Tůma (* 2. října)

- 3. února – Jan Josef Antonín Eleazar Kittel, lékař a léčitel († 16. listopadu 1783)
- 11. dubna – Anton Ernst Beyer, malíř († 10. dubna 1773)
- 2. října – František Ignác Tůma, hudební skladatel († 30. ledna 1774)

### Svět
- 28. února – Louis Godin, francouzský astronom († 1760)
- 21. června – Alexandr Ferdinand z Thun-Taxisu, třetí kníže z Thurn-Taxisu a generální poštmistr císařské pošty († 17. března 1773)
- 11. června – Carlos Seixas, portugalský hudební skladatel († 25. srpna 1742)
- 31. července – Gabriel Cramer, švýcarský matematik († 4. ledna 1752)
- 2. srpna – Maria Caroline Charlotte von Ingenheim, milenka císaře Karla VII. († 27. května 1749)
- 13. srpna – Lorenzo Fago, italský varhaník, hudební skladatel a pedagog († 30. dubna 1793)
- 16. září – Louis de Jaucourt, francouzský encyklopedista († 3. února 1779)
- 22. září – Fatma Sultan, osmanská princezna a dcera sultána Ahmeda III. († 4. ledna 1733)
- 24. září – Karel August Waldeck, nejvyšší velitel nizozemské armády († 19. srpna 1763)
- 5. října – Maurice Quentin de La Tour, francouzský malíř († 17. února 1788)
- 9. října – Ján Andrej Segner, německý fyzik, lékař, astronom, botanik, matematik a vynálezce († 5. října 1777)
- 28. října – John Byng, britský admirál († 14. března 1757)
- 9. listopadu – Hadrian Daude, německý jezuita a historik († 12. června 1755)
- 10. listopadu – Augusta Bádenská, bádenská princezna a orleánská vévodkyně († 8. srpna 1726)
- neznámé datum – Tahmásp II., perský šáh († únor 1740)

## Úmrtí

### Česko
- 3. května – Heinrich Biber, hudební skladatel (* 12. srpna 1644)

### Svět

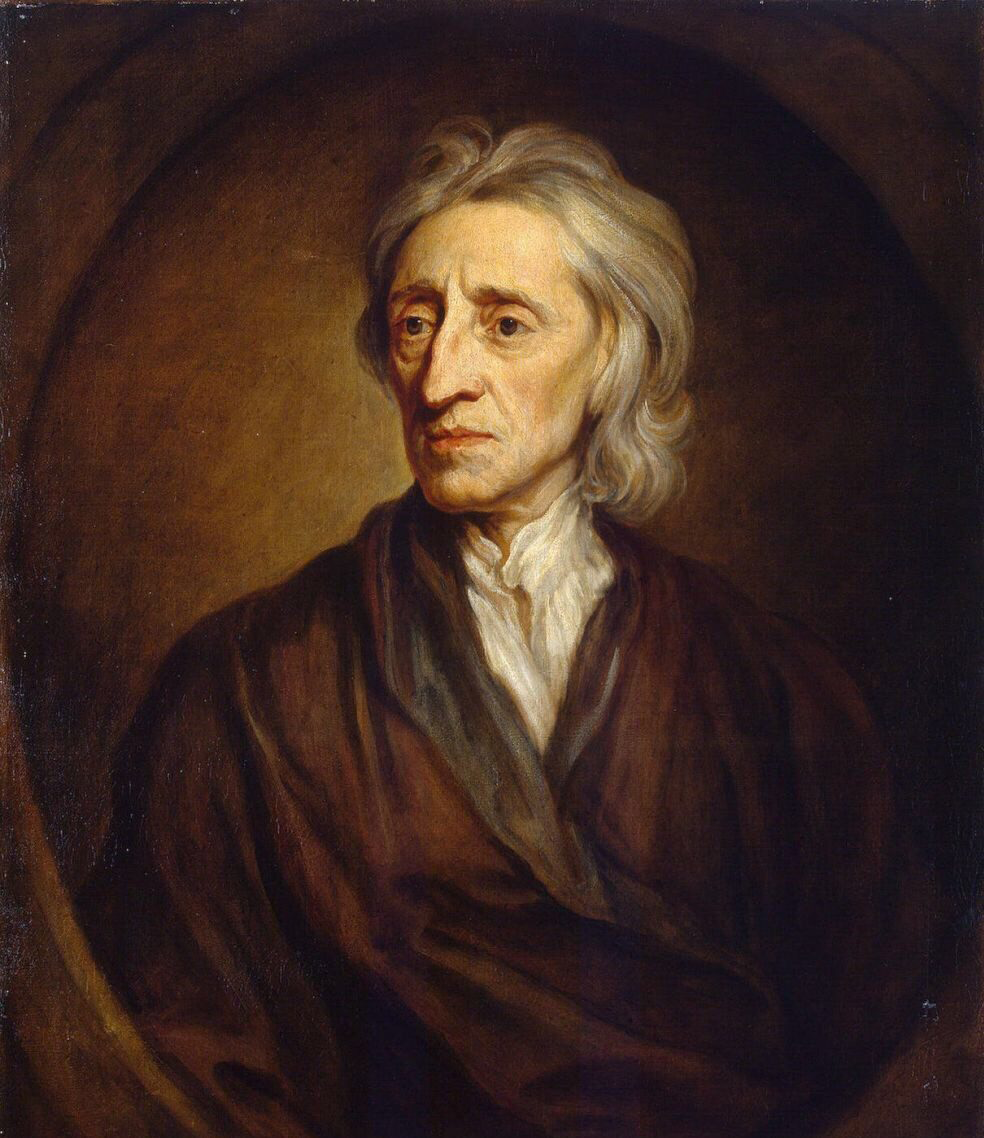
John Locke († 28. října)

- 2. února – Guillaume de l'Hôpital, francouzský matematik (* 1661)
- 23. února – Georg Muffat, hudební skladatel skotského původu (* 1. června 1653)
- 24. února – Marc-Antoine Charpentier, francouzský hudební skladatel (* 1643)
- 5. dubna – Christian Ulrich I., olešnický kníže (* 9. dubna 1652)
- 12. dubna – Jacques-Bénigne Bossuet, francouzský teolog, kazatel, politik a spisovatel (* 1627)
- 11. května – Jules Hardouin-Mansart, francouzský architekt (* 16. dubna 1646)
- 13. května – Louis Bourdaloue, francouzský jezuita a kazatel (* 20. dubna 1632)
- 14. července – Žofie Alexejevna, ruská carevna (* 27. září 1657)
- 6. září – Francesco Provenzale, italský barokní skladatel (* 15. září 1624)
- 28. října – John Locke, anglický filosof (* 29. srpna 1632)

## Hlavy států

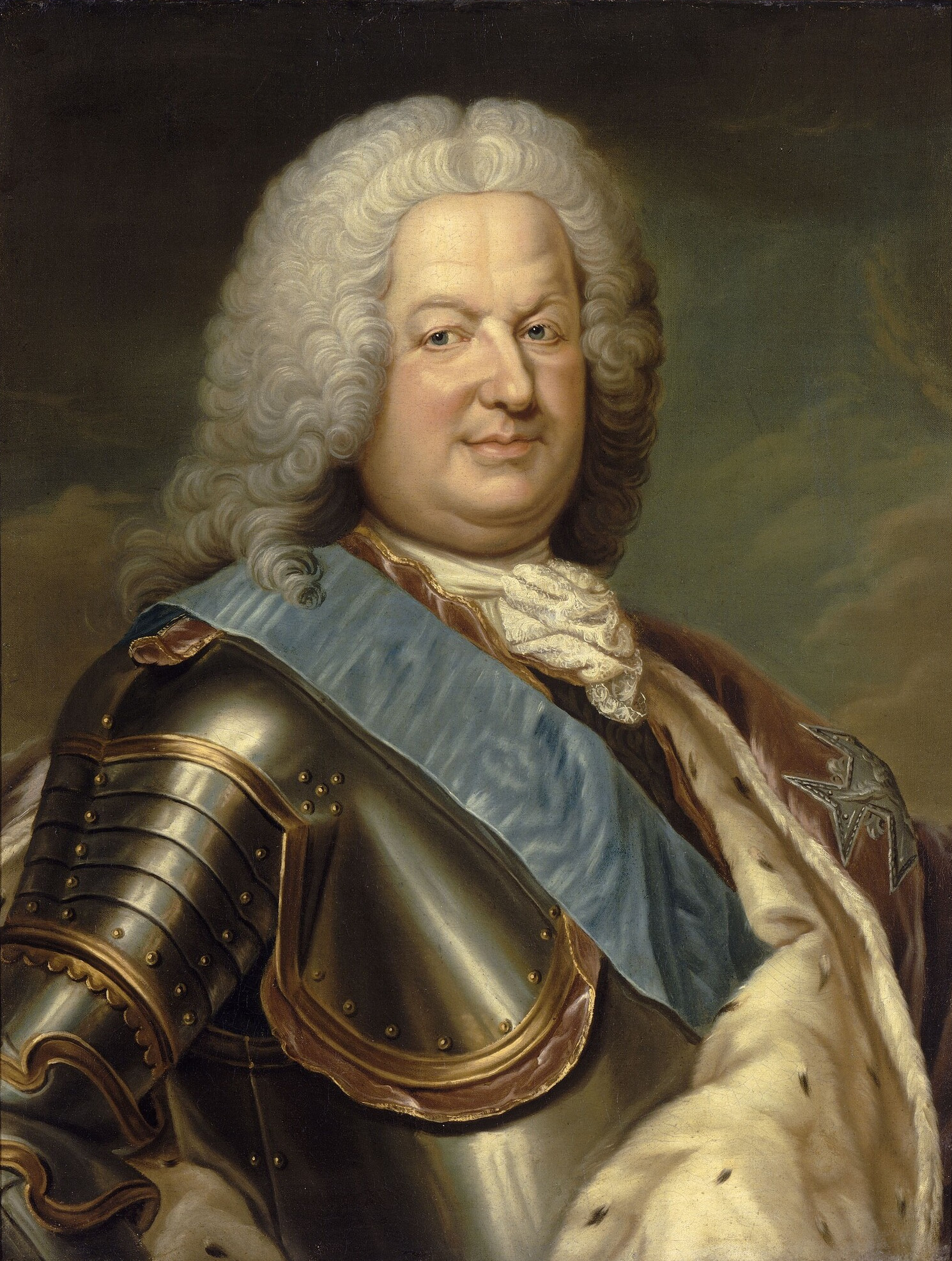
Polským králem se stal Stanislav I. Leszczyński

- Anglie – Anna Stuartovna (1702–1714)
- Dánsko-Norsko – Frederik IV. (1699–1730)
- Francie – Ludvík XIV. (1643–1715)
- Habsburská monarchie – Leopold I. (1657–1705)
- Osmanská říše – Ahmed III. (1703–1730)
- Polsko – August II. (1697–1704) / Stanislav I. Leszczyński (1704–1709) od 4. října
- Portugalsko – Petr II. (1683–1706)
- Prusko – Fridrich I. (1688–1713)
- Rusko – Petr I. (1682–1725)
- Španělsko – Filip V. (1700–1724)
- Švédsko – Karel XII. (1697–1718)
- Papež – Klement XI. (1700–1721)
- Japonsko – Higašijama (1687–1709)
- Perská říše – Husajn Šáh (1694–1722)